# District de Bikaner
Le district de Bikaner est un district de l'état du Rajasthan en Inde.